# Bråtetjärnet, Värmland
Bråtetjärnet är en sjö i Årjängs kommun i Värmland och ingår i Göta älvs huvudavrinningsområde.